# Березнянська сотня
Березнянська сотня — військово-адміністративна і територіальна одиниця, Чернігівського полку Гетьманщини.

## Історія
Виникла між 1651—1654 pp. у складі Чернігівського полку з селами: Волосківці, Степанівка, Стольне, Локнисте, Михайлове, Городище. Юридично закріплена Переяславською угодою 1654 р. з Москвою у складі Ніжинського полку, у котрому перебувала до 1672 р.
1669 р. з сотні виділено Стольненську (Столинську) сотню. Гетьман Іван Самойлович під час реформування полково-сотенного устрою Лівобережної України у 1672 р. включив сотню до Чернігівського полку, у складі якого вона знаходилася аж до ліквідації у 1782 р. Після її ліквідації населені пункти сотні були включені до Чернігівського намісництва.
Сотенний центр: містечко Березне [Березна, Березина], нині — селище Березна Менського району Чернігівської області.

## Сотники
- Підгайний Семен (1654)
- Гоневський Сава Іонович (1660—1680)
- Грибовський Павло Мартинович (1676, н.)
- Антонович Василь (1676—1689)
- Мокрієвич Самійло Карпович (1689—1690)
- Мандрика Прокіп (1688, н.)
- Іваниченко Яків (1695, н.)
- Скоропадський Василь Ілліч (1697—1709)
- Іванович Михайло (1711)
- Бонаткевич (Бунаркевич) Василь (1711—1719, н.)
- Лисенко Федір Іванович (1723—1728)
- Давидович Іван (1724, н.)
- Брежицький Олександр (1730, н.; 1731—1735)
- Лисенко Андрій Федорович (1744—1746)
- Михно Андрій (Артем) (1742, н.)
- Сахновський Яким (1748—1769)
- Сахновський Павло (1770—1782)

## Територія
На території сотні було 9 населених пунктів:
1 містечко — Березне;
8 сіл — c.Баба; c.Гориця; c.Городище; c.Гусавка; c.Дурне; c.Локнисте; c.Рогозка; c.Феськівка.
В Рум'янцевському описі за сотнею значиться також: села Бреч, Єлін, Жесківка, Куковичі; хутори — Луговий, Прищепиний; урочища — Мехі, Миші, Моргуличі і Домницький монастир.
На заході сотня межувала з Седнівською, на сході з Синявською та Стольненською сотнями.